# Dendrocincla merula merula
A subespécie Dendrocincla merula merula é uma ave passeriforme encontrada nas florestas tropicais da América do Sul. Esta subespécie pertence à família Dendrocolaptidae e é uma das quatro subespécies reconhecidas da espécie Dendrocincla merula.

## Descrição
A Dendrocincla merula merula é uma ave de tamanho médio, medindo cerca de 18 a 20 cm de comprimento e pesando cerca de 50 a 60 gramas. A plumagem desta subespécie é principalmente marrom-escura, com uma barriga acinzentada e penas da cauda marrom-avermelhadas.

## Distribuição e habitat
Esta subespécie é encontrada em várias regiões da América do Sul, incluindo a bacia Amazônica, as florestas costeiras do Brasil e a Mata Atlântica. Sua distribuição geográfica se estende do norte do Brasil até o leste do Peru e o norte da Bolívia.
A Dendrocincla merula merula é encontrada em habitats de floresta tropical, incluindo florestas úmidas de terras baixas, florestas de galeria e matas ciliares. Ela geralmente é encontrada em áreas densamente arborizadas, próximas a cursos d'água.

## Comportamento e dieta
Esta subespécie é principalmente insetívora, se alimentando de uma variedade de insetos, incluindo besouros, formigas, cupins e larvas. Ela é conhecida por forragear em troncos de árvores e galhos em busca de alimento.
A Dendrocincla merula merula é uma espécie predominantemente solitária, mas às vezes pode ser encontrada em pares. Ela é conhecida por ser uma ave territorial, defendendo sua área de alimentação e de nidificação.

## Conservação
A Dendrocincla merula merula é considerada uma espécie de "Menor Preocupação" pela União Internacional para a Conservação da Natureza (IUCN) devido à sua ampla distribuição geográfica e à falta de ameaças conhecidas significativas. No entanto, como todas as espécies de aves, ela pode ser afetada pela perda de habitat e pela fragmentação da paisagem.